# Celle Enomondo
Celle Enomondo – miejscowość i gmina we Włoszech, w regionie Piemont, w prowincji Asti.
Według danych na styczeń 2009 gminę zamieszkiwało 477 osób przy gęstości zaludnienia 86,6 os./1 km².